# Oglasa clearchus
Oglasa clearchus là một loài bướm đêm trong họ Noctuidae.